# دادي الحسين مواقي
دادي الحسين مواقي هو لاعب كرة قدم جزائري يلعب لصالح نادي أربيل العراقي بعد أن كان يلعب لصالح نادي شبيبة القبائل في الرابطة الجزائرية المحترفة الأولى.